# Гвендолін Тейлор
Гвендолін Тейлор (англ. Gwendoline Taylor, нар. 2 листопада 1987) — новозеландська акторка. Відома за роль Сібіл в т/с Спартак: Війна проклятих.

## Біографія
Вперше з'явилася на екрані в 2007 р. у фільмі Показати руки, який був знятий в її рідному місті Нью-Плімут. У 2008 р. переїхала до Окленда вчитися пост-виробництву у школі South Seas Film & Television School, де її наставники наполягали, щоб вона належала до передньої частини камери.
У 2012 р. обрана на роль Сібіл в т/с Спартак: Війна проклятих мережі Starz. Вона зробила ряд виступів у короткометражних фільмах і серіалі Вперед, дівчата.

## Приватне життя
Її зріст — 1,7 м.

## Фільмографія
| Рік  | Назва                    | Роль            | Примітки   |
| ---- | ------------------------ | --------------- | ---------- |
| 2015 | Хтось подбайте про мене  | Анжеліка        |            |
| 2013 | Спартак: Війна проклятих | Сібіл           | 9 епізодів |
| 2013 | Нічого тривіального      | Констебль Орлич | 1 епізод   |
| 2011 | Прощавай, Гілберт        | Принцеса        |            |